# Салмонела
Салмонела (лат. Salmonella) је род штапићастих грам-негативних бактерија који може проузроковати тифоидну грозницу, паратифоидну грозницу и тровање хране.
Салмонеле разлажу велики број угљених хидрата уз стварање киселине и гаса. Серотип Salmonella typhi има специфичне биохемијске карактеристике које се разликују од осталих серотипова. Ова бактерија разлаже глукозу и манитол без стварања гаса, ферментише дулцитол, арабинозу, рамнозу, разлаже мукате и ацетате, декарбоксилише лизин, али не и орнитин. Салмонеле не разграђују лактозу, сахарозу и уреју, а продукују  (водоник-сулфид). Салмонеле добро расту и размножавају се на великом броју подлога, а самим тим могу се развијати и у великом броју намирница различитог састава. Салмонеле се размножавају у температурном интервалу од 5 до 47°C. Температуре изнад 60 °C уништавају их за неколико минута. Оптималне вредности pH за салмонеле су у интервалу 6,5-7,5, а могу се размножавати и при вредностима од 4,5-9,0. Могу преживети у намирницама у којима је активност воде  ≥ 0,94. Салмонеле су осетљиве према хлору, хлорним једињењима и хлорамфениколу, а отпорне су према дејству сулфонамида и бензил-пеницилина. Неки адитиви, конзерванси, зачини и стартер културе, сами или синергистички са другим параметрима (pH,  (активност воде), температура) успоравају или заустављају размножавање Салмонела. У раствору кухињске соли салмонеле могу преживети неколико месеци, а у прашини преко 80 дана. Салмонеле могу бити присутне у рекама, отпадним водама, канализацији и другим водама и ђубривима. Поједине врсте се налазе у намирницама анималног порекла, рибљем, коштаном и месном брашну.
Салмонеле синтетишу ендотоксин, који је по свом саставу глицидо-липидо-полипептидни комплекс. Ретко синтетишу егзотоксин. Донедавно је владало мишљење да нису све салмонеле патогене за људе. Међутим, искуства су показала да су практично све салмонеле штетне за човека. Код људи узрокују цревне инфекције, менингитисе, ендокардитисе и друго. Људи се најчешће заразе преко јаја, меса и млека, као и водом.

## Салмонелоза
Салмонелоза је обољење желудачно-цревног тракта људи и животиња. Салмонелозе су примарно болести домаћих животиња, које се на човека преносе конзумирањем хране анималног порекла, контаминиране Салмонелом и њеним токсином. Салмонелоза је први пут откривена 1885. године у Немачкој као обољење људи настало након конзумирања меса од болесног коња. Из тог меса, а три године касније и из меса оболеле краве, изолован је до тада непознат микроорганизам, назван Salmonella enteritidis. Након тога, многи микроорганизми слични салмонели откривени су код оболелих људи и животиња, али и у храни која је изазвала тровање људи.

### Подела
Салмонелозе људи се могу поделити у следеће групе:
- Општа циклична заразна обољења, од којих су најзначајнији тифоид и паратифуси, које изазива
- Алиментарне токсикоинфекције, изазване ослобађањем ендотоксина након разарања бактеријске ћелије у дигестивном тракту
- Ентеритисе, који се развијају споро, са проливима.